# Harry Gallatin
Harry J. Gallatin (Roxana, Illinois, 26 d'abril de 1927 -Roxana, Illinois, 7 d'octubre de 2015) va ser un jugador i entrenador de bàsquet estatunidenc.